# Экоджи I Бхонсле
Вьянкоджи Бхонсле или Экоджи I Бхонсле (1632—1686) — основатель маратхской княжеской династии в Танджавуре в современном Тамилнаде (1675—1684). Младший сводный брат Шиваджи, родоначальник младшей ветви клана Бхонсле, которая правила в княжества Танджавур до официальной аннексии княжества англичанами в 1855 году.

## Ранняя карьера
Младший сын Шахджи (ок. 1594—1664), маратхского военачальника на службе султана Биджапура через его младшую жену Тукабай Мохите. Экоджи унаследовал карнатикскую часть владений Шахджи.

## Завоевание Танджавура
В 1673 году наяк Мадурая вторгся в княжество Танджавур и изгнал местного правителя. Затем он посадил на трон Танджавура своего младшего брата Алагири Наяка. Это возмутило Райасама Венканну, высокопоставленного чиновника при дворе Танджавура, который поддерживал дело Ченгамалы Дасу, свергнутого сына Виджаярагавы, покойного Наяка Танджавура. Он отправился ко двору биджапурского султана Али Адил-шаха II вместе с несовершеннолетним Ченгамалой Дасу и попросил его помощи.
Али Адил-шах послал Вьянкоджи Бхонсле вторгнуться на Танджавур и восстановить на престоле старую наякскую династию. Санскритская рукопись Bosalavamsavali повествует о том, как Вьянкоджи завоевал Арни и отправился в Танджавур, чтобы освободить его от оков наяка Тиручирапалли. Далее в рукописи рассказывается, что во время отдыха в Тирумалапади близ Тирувади бог явился ему во сне и попросил его не уходить домой. Однако Уилкс называет разные причины узурпации маратхов. Он считает, что Вьянкоджи не был доволен поведением Ченгамалы, который отказался оплатить военные расходы.
С помощью Райасамы Венканну, который перешел на его строну, Вьянкоджи завоевал Ayyampettai и победил Алагири, который теперь также поссорился со своим братом Чокканатха Наяком, а также с Ченгамалой Дасу и обеспечил трон для себя. После смерти султана Биджапура он короновал себя как независимого князя Танджавура.

## Правление
Маратхские надписи храма Танджавура датируют захват Танджавура январем 1676 года. Мадрасская тамильская рукопись относит даты 1675 и 1679 годов к завоеванию и концу правления Экоджи I соответственно. Точно так же надписи маратхи относят смерть Экоджи к 1684 году. Однако Уилкс утверждает, что Экоджи был жив в 1686—1687 годах. В записях Британской Ост-Индской компании упоминается король по имени Экоджи еще в 1699—1700 годах.
Однако Дхармакута в комментарии к Рамаяне предполагает, что Экоджи, возможно, отрекся от престола в 1684 году в пользу своего старшего сына Шахуджи (1684—1712). Однако совершенно неясно, сколько лет он прожил после этого события.

## Столкновение с Шиваджи
В 1676—1677 годах Шиваджи совершил экспедицию в Карнатик, чтобы претендовать на свою часть джагира, также желая привести всю Южную Индию под власть маратхов. С этой целью он заключил договор с Голкондой, взял Джинджи и отправился в Танджавур после завоевания всех земель к северу от реки Колрун. Но вторжение империи Великих Моголов вынудило его повернуть назад. Он отдал Веллор под власть сводного брата Сантоджи. Экоджи отреагировал, начав регулярные военные кампании на территории Сантоджи с намерением изгнать его. Однако в 1680 году Биджапурский султанат уступил вторжениям Шиваджи и передал ему управление всеми землями к северу от реки Колрун. Экоджи Бхонсле был вынужден стать вассалом Шиваджи и платить ему дань. После смерти Шиваджи, однако, дань была прекращена и Танджавур сохранил свое независимое существование.

## Союз с Рамнадом
Вожди Рамнада были вассалами наяков Мадурая. Однако новый правитель Килаван пожелал стать независимым. С этой целью он заключил союз с Экоджи Бхонсле и восстал против своего сюзерена. Битва закончилась в правление Шахуджи I поражением Мадурая и освобождением Рамнада.